# Campeonato Mundial de Corta-Mato de 1987

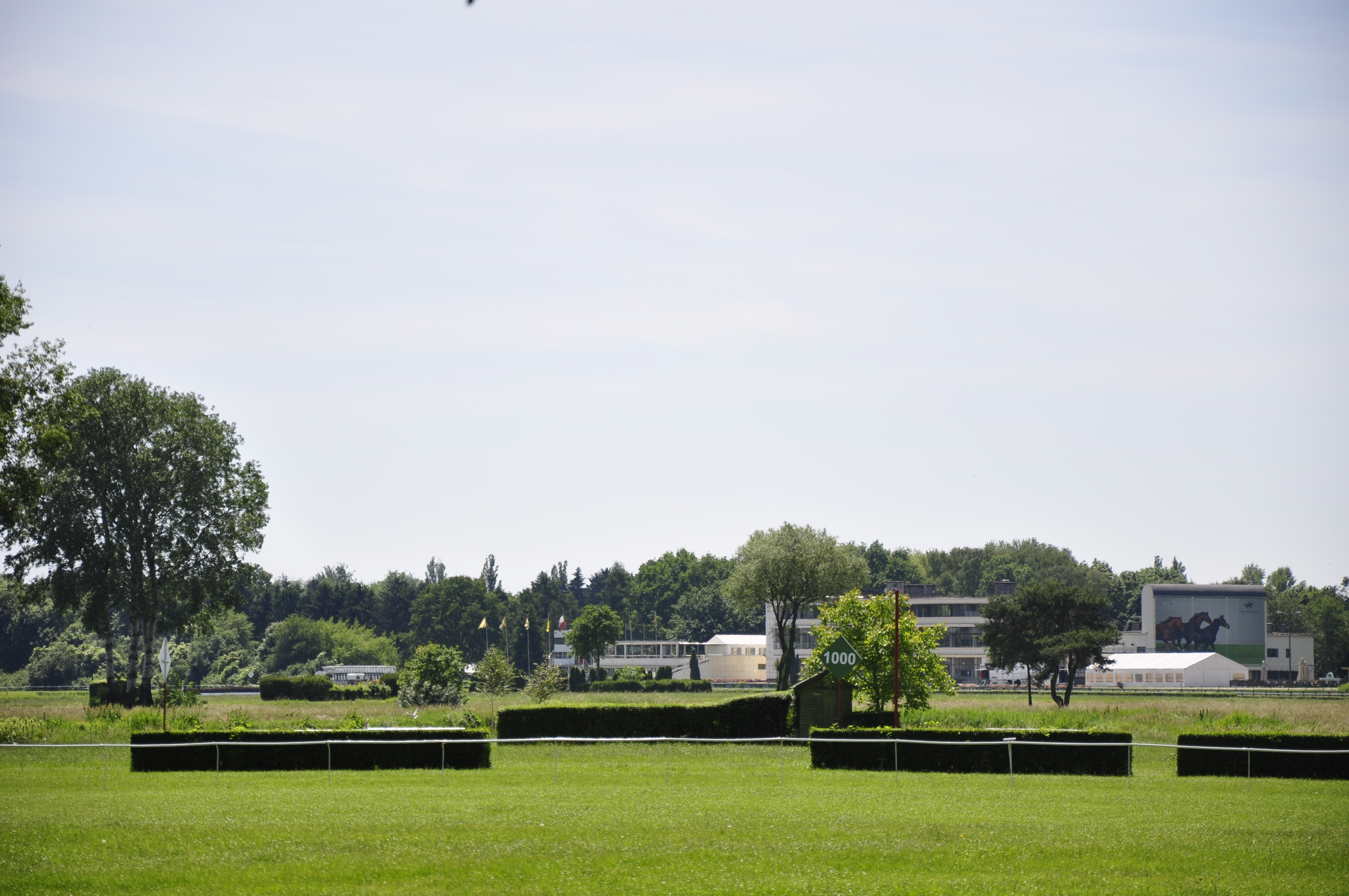
local do campeonato

O 15º Campeonato Mundial de Corta-Mato foi realizado em 22 de março de 1987, em Varsóvia, Polônia. Houve um total de 576 atletas participantes de 47 países.

## Resultados

### Corrida Longa Masculina

#### Individual
| Medalha | Atleta        | País   | Tempo     |
| Ouro    | John Ngugi    | Quênia | 36:07 min |
| Prata   | Paul Kipkoech | Quênia | 36:07 min |
| Bronze  | Paul Arpin    | França | 36:51 min |

#### Equipas
| Medalha | Selecção | Marca   |
| Ouro    | Quênia · John Ngugi (1º) · Paul Kipkoech (2º) · Some Muge (5º) · Andrew Masai (6º) · Moses Tanui (18º) · Sisa Kirati (21º)                         | 53 pts  |
| Prata   | Inglaterra · Dave Clarke (10º) · Carl Thackery (20º) · Kevin Forster (22º) · Steve Binns (23º) · Craig Mochrie (33º) · Jonathan Richards (38º)     | 146 pts |
| Bronze  | Etiópia · Abebe Mekonnen (4º) · Haji Bulbula (17º) · Wodajo Bulti (27º) · Wolde Silasse Melkessa (29º) · Melese Feissa (39º) · Bekele Debele (45º) | 161 pts |

### Corrida Júnior Masculina

#### Individual
| Medalha | Atleta          | País    | Tempo     |
| Ouro    | Wilfred Kirochi | Quênia  | 22:18 min |
| Prata   | Demeke Bekele   | Etiópia | 22:18 min |
| Bronze  | Debebe Demisse  | Etiópia | 22:20 min |

#### Equipas
| Medalha | Selecção | Marca  |
| Ouro    | Etiópia  | 19 pts |
| Prata   | Quênia   | 20 pts |
| Bronze  | Japão    | 73 pts |

### Corrida Longa Feminina

#### Individual
| Medalha | Atleta             | País    | Tempo     |
| Ouro    | Annette Sergent    | França  | 16:46 min |
| Prata   | Liz Lynch          | Escócia | 16:48 min |
| Bronze  | Ingrid Kristiansen | Noruega | 16:51 min |

#### Equipas
| Medalha | Selecção | Marca  |
| Ouro    | Estados Unidos · Lynn Jennings (4ª) · Lesley Lehane (5ª) · Mary Knisely (14ª) · Janet Smith (23ª)                       | 46 pts |
| Prata   | França · Annette Sergent (1ª) · Martine Fays (12ª) · Anne Viallix (18ª) · Maria Lelut (19ª)                             | 50 pts |
| Bronze  | União Soviética · Natalya Sorokivskaya (10ª) · Olga Bondarenko (13ª) · Yelena Romanova (15ª) · Marina Rodchenkova (17ª) | 55 pts |